# Alice (film, 1988)
Pour les articles homonymes, voir Alice au pays des merveilles (homonymie) et Alice.
Pour plus de détails, voir Fiche technique et Distribution.
Alice  (en tchèque : Něco z Alenky, littéralement Quelque chose d'Alice) est le premier long métrage de l'artiste multiforme tchèque Jan Švankmajer. Il est composé d'images filmiques et d'images d'animation, et a remporté le titre de Meilleur film d'animation au Festival d'Annecy de 1989.
Jan Švankmajer nous livre à travers ce film une vision onirique du livre de Lewis Carroll, entremêlant objets surréalistes, visions fantastiques et histoires à tiroirs...

## Synopsis
« — Alice se dit en elle-même »
« — Je vais vous montrer un film »
« — Un film pour les enfants »
« — Peut-être »
« — Peut-être si on se fie au titre »
« — Pour ça il suffit de fermer les yeux »
« — Car sans cela vous ne verrez rien du tout. »
Dans la chambre de la jeune Alice, un lapin blanc empaillé se réveille, s'apprête, saisit ses ciseaux et s'échappe de sa prison de verre pour disparaître dans un tiroir. Alice part à sa poursuite et le retrouve dans sa tanière, consultant sa montre et mangeant de la sciure, celle-ci s'échappant sans cesse de ses coutures défaites. Pressé et effrayé par Alice, il prend la fuite et celle-ci tombe dans un trou qui, se transformant en ascenseur, l'amène dans une pièce remplie de feuilles mortes, ne possédant qu'une seule porte, fermée à clé, percée d'une seconde, minuscule.
Le lapin et les feuilles disparaissent, aspirés par le tiroir d'un meuble dans lequel elle découvre une petite clé, puis interviennent l'encre la faisant rapetisser sous la forme d'une poupée de porcelaine et les gâteaux lui permettant de grandir. Après plusieurs essais elle craque et explose en sanglots, inondant la pièce. Un rat trouve refuge sur son crâne où il tente de faire un feu puis le lapin réapparaît à bord d'une barque. Il laisse s'échapper sa paire de ciseaux et son plat de gâteaux, en manquant heurter Alice.
Elle trouve la grande clé et accède à l'extérieur, le lapin blanc la confond avec une certaine « Marianne » et l'envoie chercher une autre paire de ciseaux dans sa maison, sorte de château en blocs de constructions. Après avoir bu de l'encre, elle se retrouve piégée dans la chambre. Le lapin appelle des renforts et un carrosse arrive, transportant plusieurs animaux étranges et hybrides. Bill le lézard ne parvient pas à déloger Alice qui rapetisse et s'échappe, mais est finalement poussée dans un bol de lait où elle grandit tout en demeurant une « poupée », entourée d'une gangue, d'un cocon à son effigie dont elle se libère pour se retrouver enfermée dans une étroite pièce remplie de conserves, dans l'une desquelles elle trouve la clé de sa cellule.
Elle rencontre ensuite des sortes de taupes chaussettes, puis le ver à soie, chaussette possédant globes oculaires et dentier, lui offrant un morceau de chaque côté de son champignon avant de se rendormir. Attirée par les cris d'un bébé, elle est confrontée au laquais poisson et au poisson grenouille, le premier étant porteur d'une invitation de la reine. Puis elle se lance à la poursuite du bébé, se révélant être un cochon.

## Fiche technique
- Titre original : Něco z Alenky
- Titre français : Alice
- Réalisateur : Jan Švankmajer
- Scénario : Jan Švankmajer, d'après le conte Alice au pays des merveilles de Lewis Carroll
- Producteur : Jaromír Kallista
- Musique : Ivo Spalj et Robert Jansa
- Directeur de la photographie : Svatopluk Malý
- Direction artistique : Jirí Bláha, Eva Švankmajerová
- Langue : tchèque
- Genre : fantastique
- Durée : 84 minutes
- Dates de sortie :
  -  France : novembre 1989 à Paris
  -  Tchécoslovaquie : 1er novembre 1990
    - Ressorti le 7 septembre 2011 en France, et distribué par Mission Distribution.

## Distribution
- Kristýna Kohoutová : Alice
- Camilla Power : Alice (voix de la version anglaise) / la narratrice (non créditée)
- Marion Balança : voix de la version française

## Récompense
Le film remporte le Grand Prix du long métrage au Festival international du film d'animation d'Annecy en 1989.